# Ácido laceroico
Ácido laceroico (ou ácido dotriacontanoico) é um ácido graxo saturado.

## Derivados
Laceroato de etila pode ser obtido como um sólido cristalino (placas rômbicas, pf 76 °C) pela ação de HCl gasoso sobre ácido laceroico em álcool absoluto em ebulição.